# Sojuz TMA-8
Sojuz TMA-8 (ryska: Союз ТMA-8) var en flygning i det ryska rymdprogrammet. Flygningen gick till Internationella rymdstationen. Farkosten sköts upp från Kosmodromen i Bajkonur, med en Sojuz-FG-raket, den 30 mars 2006. Man dockade med rymdstationen den 1 april 2006. 
Efter att ha tillbringat 182 dagar i rymden lämnade farkosten rymdstationen den 28 september 2006. Några timmar senare återinträdde den i jordens atmosfär och landade i Kazakstan.
I och med att farkosten lämnade rymdstationen var Expedition 13 avslutad.